# Incident de Sakai
Pour les articles homonymes, voir Sakai bugyō.
 (septembre 2018).
Si vous disposez d'ouvrages ou d'articles de référence ou si vous connaissez des sites web de qualité traitant du thème abordé ici, merci de compléter l'article en donnant les références utiles à sa vérifiabilité et en les liant à la section « Notes et références ».

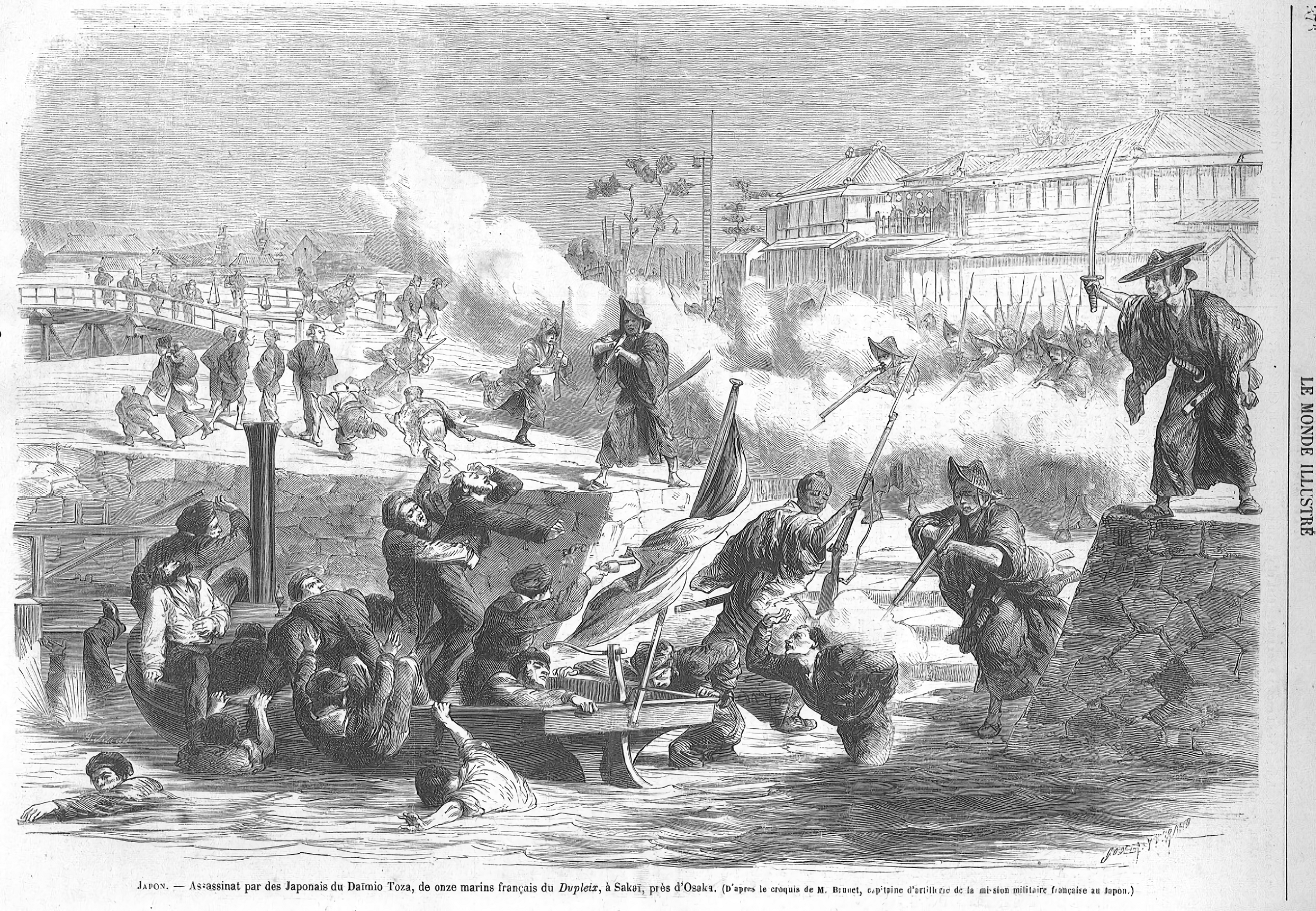
Illustration de 1868 de l'incident de Sakai.

L'incident de Sakai (堺事件, Sakai jiken) est le nom donné au massacre de onze marins français de la corvette à vapeur Dupleix, le 8 mars 1868, dans le port de Sakai, près d'Ōsaka au Japon.

## Histoire
Le 8 mars 1868, la corvette à vapeur Dupleix de la division navale de la mer de Chine orientale et de la mer de Chine méridionale qui mouillait dans la baie d'Osaka avait envoyé une chaloupe à vapeur vers Sakai, port au sud d'Osaka pour faire des sondages ; elle fut attaquée par des samouraïs appartenant au daimyo du clan de Tosa. Onze jeunes marins dont leur chef, l’aspirant Charles Guillon, âgé de vingt-deux ans, furent tués à coups de carabine et par armes blanches. À l'époque, seuls quelques ports étaient ouverts aux vaisseaux étrangers comme le stipulaient les traités ; le port de Sakai était ouvert par exception, ce que les soldats de Tosa, chargés du maintien de l'ordre dans le port, ignoraient.
Léon Roches, représentant de la France au Japon qui était alors à Osaka, protesta énergiquement et exigea les excuses du ministre japonais et du daimyo de Tosa, un châtiment exemplaire pour les assassins et une indemnité de 150 000 dollars qui fut versée ultérieurement. Les coupables furent arrêtés et vingt d'entre eux condamnés à mort par seppuku. Léon Roches n'y assista pas mais chargea le commandant de la corvette, le capitaine de vaisseau Abel Bergasse du Petit Thouars, d'assister à l'exécution. 
Elle eut lieu à Sakai, dans l'enceinte du temple de Myokokuji le 16 mars 1868. Après le onzième hara-kiri des condamnés, le commandant demanda l'arrêt des exécutions. Il pensait, écrivit-il dans son journal, que ce châtiment n'avait pas atteint son but d'exemplarité et avait au contraire transformé les samouraïs assassins en héros. Le commandant, chrétien convaincu et soldat aguerri grièvement blessé à Sébastopol, voulait aussi manifester sa magnanimité, sentiment d'humanité qui fut différemment interprété par les Japonais.

## Postérité
Les tombes des 11 marins français sont toujours visibles au cimetière des étrangers de Kōbe, dans un carré spécial surmonté d'une grande croix de granit. Les onze samouraïs sacrifiés du clan de Tosa sont inhumés à Sakai, dans le Hōjuin devenu jardin d'enfants, voisin du Myōkoku-ji reconstruit après la guerre, dans un enclos de la cour où sont alignées leurs onze stèles.
L'incident est le sujet d'une célèbre nouvelle d'Ogai Mori, Sakai jiken qui en donne une vue exclusivement japonaise[réf. nécessaire]. Il a aussi été évoqué dans un manga de Hiroshi Hirata.